# Liste der Kulturdenkmäler in Kanzem
In der Liste der Kulturdenkmäler in Kanzem sind alle Kulturdenkmäler der rheinland-pfälzischen Ortsgemeinde Kanzem aufgeführt. Grundlage ist die Denkmalliste des Landes Rheinland-Pfalz (Stand: 8. Februar 2023).

## Denkmalzonen
| Bezeichnung                                    | Lage                                  | Baujahr                        | Beschreibung | Bild                           |
| ---------------------------------------------- | ------------------------------------- | ------------------------------ | --- | ------------------------------ |
| Denkmalzone Katholische Pfarrkirche St. Marien | Kirchstraße 10 Lage                   | 1814                           | nachbarocker Saalbau mit Dachreiter, 1814, Chorturm 1960, Architekt Heinrich Otto Vogel; Denkmalzone mit Pfarrhaus von 1930 und Pfarrhof                  | weitere Bilder Fotos hochladen |
| Denkmalzone Saarstraße/Im Krahnen              | Saarstraße 2–24, Im Krahnen 1–10 Lage | 17. bis frühes 20. Jahrhundert | kennzeichnendes dörfliches Straßenbild zwischen Saarstraße und Saarufer, erschlossen durch Quergassen, mit Hofanlagen des 17. bis frühen 20. Jahrhunderts | BW                             |

## Einzeldenkmäler
| Bezeichnung                | Lage                                                | Baujahr                           | Beschreibung | Bild                           |
| -------------------------- | --------------------------------------------------- | --------------------------------- | --- | ------------------------------ |
| Wohnhaus                   | Brückenstraße 1 Lage                                | 1748                              | barockes Wohnhaus, bezeichnet 1748, 1899 überformt | Fotos hochladen                |
| Relief                     | Im Krahnen, an Nr. 2 Lage                           | 1663                              | Reliefplatte mit Madonna, bezeichnet 1663 | Fotos hochladen                |
| Wegekreuz                  | Im Mergel, Ecke Im Cordel Lage                      | 1880                              | Schaftkreuz, bezeichnet 1880 | Fotos hochladen                |
| Kriegerdenkmal             | Kirchstraße Lage                                    | 1937                              | Kriegerdenkmal 1914/18, Bildhauer Jupp Brüx, Kleve, 1937 | BW                             |
| Grabmale                   | Kirchstraße Lage                                    | 1820 und 1853                     | zwei Sandsteingrabmale, 1820 und 1853 | BW                             |
| Quereinhaus                | Kirchstraße 5 Lage                                  | 1740                              | barockes Quereinhaus, teilweise Fachwerk, 1740 | Fotos hochladen                |
| Villa                      | Kirchstraße 11 Lage                                 | 19. Jahrhundert                   | Villa in Parkanlage; Neubarock- und Neurenaissancemotive, verschiedene Bauphasen im 19. Jahrhundert                                                                                      | Fotos hochladen                |
| Quereinhaus                | Saarstraße 20 Lage                                  | erste Hälfte des 19. Jahrhunderts | Quereinhaus, erste Hälfte des 19. Jahrhunderts | Fotos hochladen                |
| Weingut Le Gallais         | Saarstraße 26, Im Krahnen 12 Lage                   | 19. Jahrhundert                   | winkelförmige Baugruppe in Parkanlage, verschiedene Bauphasen im 19. Jahrhundert | weitere Bilder Fotos hochladen |
| Weingut Max von Othegraven | Weinstraße 1, 1a Lage                               | 1954/56                           | anspruchsvolles Gutshaus, nach Kriegszerstörung 1954/56 neu erbaut, Architekt Heinrich Otto Vogel; zugehörig Landschaftspark südlich der Bahntrasse und Weinberg nördlich der Bahntrasse | weitere Bilder Fotos hochladen |
| Weingut Cantzheim          | Weinstraße 4 Lage                                   | 1740                              | stattliches barockes Quereinhaus, bezeichnet 1740 | Fotos hochladen                |
| Wegekreuz                  | Weinstraße, bei Nr. 4 Lage                          | um 1700                           | Schaftkreuz, um 1700 | Fotos hochladen                |
| Wegekreuz                  | westlich des Ortes an der L 137 Lage                | 1695                              | sorgfältig bearbeitetes barockes Steinkreuz, bezeichnet 1695 | Fotos hochladen                |
| Wegekreuz                  | südwestlich des Ortes an der Saarburger Straße Lage | um 1820                           | Schaftkreuz, um 1820 | BW                             |